# Lelio
Lelio est un prénom masculin.

## Personnalités portant ce prénom
- Lelio Orsi, peintre, dessinateur et architecte italien de la Renaissance
- Lelio Sozzini, humaniste italien
- Lelio Vincenti, médecin et philosophe italien